# Aragua de Maturín
Pour les articles homonymes, voir Aragua et Maturin.
Aragua de Maturín est le chef-lieu de la municipalité de Piar dans l'État de Monagas au Venezuela. Autour de la ville s'articule la division territoriale et statistique de Capitale Piar.

## Histoire
La ville est fondée le 18 décembre 1806.

## Sources
- (es) Cet article est partiellement ou en totalité issu de l’article de Wikipédia en espagnol intitulé « Aragua de Maturín » (voir la liste des auteurs).